# Maupiti (Polinesia Francesa)
Maupiti es una comuna francesa situada en la subdivisión de Islas de Sotavento, que forma parte de la colectividad de ultramar de Polinesia Francesa.

## Composición
La comuna abarca los atolones de Manuae, Maupihaa, Maupiti y sus cinco motus  y Motu One:
| Isla      | Población (2012) | Superficie (km²) | Densidad (hab/km²) |
| --------- | ---------------- | ---------------- | ------------------ |
| Maupiti   | 1234             | 13.5             | 92                 |
| Atolón    | Población (2012) | Superficie (km²) | Densidad (hab/km²) |
| Manuae    | 40               | 3.5              | 10                 |
| Maupihaa  | 15               | 2.6              | 6                  |
| Motu One  | 0                | 3                | 0                  |
| Islotes   | Población (2012) | Superficie (km²) | Densidad (hab/km²) |
| Auira     | -                | -                | -                  |
| Paeao     | -                | -                | -                  |
| Tamaupiti | -                | -                | -                  |
| Tiapaa    | -                | -                | -                  |
| Tuanai    | -                | -                | -                  |

## Demografía
| Gráfica de evolución demográfica de Maupiti entre 1971 y 2012 |
|                                                               |

Fuente: Insee